# نظرآقا
نظرآقا، روستایی است از توابع بخش سعدآباد در شهرستان دشتستان استان بوشهر ایران.
روستای نظرآقا به عنوان مرکز دهستان «زیراه» از توابع بخش سعدآباد، شهرستان دشتستان بین ۲۷درجه و ۱۴دقیقه تا ۳۰درجه و۱۶دقیقه عرض شمالی و۶دقیقه تا ۵۲درجه و۵۸ دقیقه طول شرقی قرار دارد.
فاصله تا مرکز شهرستان دشتستان ۱۲کیلومتر، تا مرکز استان بوشهر ۷۵کیلومتر است.
این دهستان به مرکزیت نظرآقا از شمال به جنوب کشیده شده‌است.
این دهستان در منتهی الیه جنوب شرقی آثار باقی مانده شهر تاریخی و باستانی «توّج یا توز» قرار دارد.

## جمعیت و خانوار
این روستا در دهستان زیرراه قرار داشته و بر اساس سرشماری رسمی ایران در سال ۱۳۸۵ جمعیت آن ۲۱۴۶ نفر (۴۷۳ خانوار) بوده و بر همین اساس در سال ۱۳۹۵ جمعیت آن ۲۶۴۹ نفر با ۷۸۸ خانوار (۱٫۳۱۱ مرد و ۱٫۳۳۸ زن) می‌باشد.

## اقلیم و محصولات
این روستا در وسط درختان سر سبز از نخیلات قرار گرفته‌است، طبیعت خرما گرما و شرجی است که اصطلاح «خرما پزون» آن در مرداد و شهریور به اوج خود می‌رسد.
علاوه بر خرما این میوه بهشتی مردمان این دیار قبلاً به کشت «پنبه، زیره، جو، گندم، جالیز، کنجد، مرکبات، حتی خشخاش» مبادرت می‌ورزیدند.

## آثار باستانی
فصل بهار آن که اوایل پاییز شروع و تا اردیبهشت ادامه دارد به‌طوری زیبا که حتی دولت‌های هخامنشیان را برای تفریح به این نقطه ازمرزو بوم می‌کشاند.
بقایای کاخ یا منطقه حراستی «کاخ کوروش کبیر» که به سنگِسیاه شهرت دارد و در جنوب روستااست همچنان بر تارک این سرزمین می‌درخشد ولی متأسفانه یکی از باغداران جهت تسطیح وغَرسِ پاجوش نخل با ادوات کشاورزی خیلی از این آثار را قلع و قمع می‌کند.

## عمویی و حکمران
چنین نقل شفاهی توسط بزرگان شده‌است که ابتدا مردم در محلی بنام «عَمویی» در منتهی الیه جنوب شرقی بر بلندای رودخانه دالکی وسورِگپو تا درّهٔ انجیرو، قدمگاه چهارده معصوم سکنی می‌گزینند.
در زمان «محمّد خان» حاکم برازجان تصرف می‌شود، وجز قلمرو وی می‌گردد. اسماعیل خان، عمّویی را فتح و توپی که «سر تلِ دیده» مستقر بوده و نظرآقا را هدف قرار میداد میگیرد و به سعدآباد می‌برد.
«قاید حسین» که فردی بلند قامت و زرنگی بودودر جنگ «چم درواهی» اقتدار خود رانشان می‌دهد ودرآن جنگ زخمی هم می‌شود، مورد تفقّد «شاه منصور خان قرار گرفته اوراابتدا کدخدای بی‌براء، سپس با فتح نظرآقا توسط شاه منصور خان که درجنگ ۴۰روزه با خان درواهی» آغاخان "که خواهانِ تصرف آنجا بود، جنگید و پیروز شد اورا به نظرآقا میفرستدو کدخدای این دیار می‌کند
«عمویی کهنه» از سه خِشَمِ: مشهدی غلامحسین، حاج محمّد قلی، حاج داراب تشکیل شده‌است.
آثار برچِ یکّه، برچ بندِباغ و…مؤیدِمهم بودن سکونتگاه اجداد مادراین دیاراست.
کار مردمان آن دیار دامپروری نیز بوده‌است.
قبرستان بجای مانده، قنات‌ها، آجرها، گوپال‌ها، آب انبارها، قدمگاه چهارده معصوم هنوز هویداست.

## مهاجرت
آخرین نفری که از «خشم کهنه عمویی» مهاجرت می‌کند شخصی بنام «شیخ علی» فرزند «شیخ جمعه از طایفه بحرینی‌ها بود، باتفاق دیگر مردم در منتهی الیه شرقی روستا در جایی بنام» خشم کُهنهٔ باغستان گِپو «بزرگ» سکنی می‌گزینند، بعد در زمان حکمرانی «قاید حسین کرم پور» در کوچهٌ حسینیه حاج حسن فعلی نقل و مکان میکنند بعد تعدادی از آن‌ها سمت غرب روستا ساکن می‌شوند.

## حیات وحش این قلمرو
جوجه تیغی که به آن «چولَه» هم گفته می‌شود، کبک، تیهو، کبوتر چاهی و باغی، روباه، گرگ، گراز، کفتار، یک نوع سوسمار زیبا که به آن «باد قِپَن» می‌گویند، انواع مار"جعفری و…یافت می‌شود.

## وجه تسمیه
مصالح ساختمانی قدیم این روستا از ضایعات نخل «گُرزوبرگ» که بسیار هم قابل اشتعال است، ساخته می‌شده‌است، از قضای روزگار یک روز بادی، آبادی آتش می‌گیرد، بزرگ و کوچک حریف زبانه‌های آتش نمی‌شوند.
دست به دعا وثنا برمی‌دارند، که ناگهان سیّدی نورانی با عبا و ردا پیدا می‌شود مردم از آن سیّد درخواست می‌کنند که از خدای متعال بخواهد که آتش را خاموش کند.
سیّد با خلوص نیت تعجیل می‌کند، عمامه‌اش را جلوی آتش می‌اندازد، خداوند هم روی آن بنده مؤمن خود را میگیرد و آتش مسیر خود را عوض و بعد خاموش می‌شود، چنین شد که نام آن را «نظرِ آغا یا نظرآقاً برگزیدند.

## قنات‌های منطقهٌ «عمویی»
در آبادی عمویی تعداد زیادی رشته قنات وجود دارد که از رودخانه فصلی (سورِگِپو) که بیشتر از روستای بالا دست سربست به محل‌های سه تا خِشَمْ کُهنه انشعاب یافته‌اند.
آسیاب «کاسه وکیزه یا کوزه» که خروجی آب آن به باغ چمِ علی کَل حسن می‌ریخته، برای خُرد کردن غلات استفاده می‌شده همگی وسیله قنات بوده‌است.
بنا به دستور احمدخان دریابیگی حاکم‌بوشهر و به درخواست ایشان از حاکم فارس «کازرون» مقنّی‌هایی آشنا به حفر قنوات جهت ایجاد عمران و آبادی در ناحیه رودخانه شور به این دیار آمده و به کار گمارده شده‌اند.
آثار بجا مانده از قنوات (قنات) غرب سنگ‌شکن و شرق آن، در قدمگاه چهارده معصوم هنوز پیداست.

## نظرآقا در دوران معاصر
مردم «نظرآقا» در دوران ستم فئودالی در اعتراض به ظلم و ستم خوانین که با گرفتن زوریِ بهرهٌ مالکانه موجب فقرو فلاکت مردم می‌شدند قیام‌هایی کردند، که مهم‌ترین آن به قیام «جنگِ کویری» معروف است.
دهقانان با هماهنگی قبلی در محلی به نام (زمین کویری) واقع در هلپه‌ای جمع شدند که فئودال‌ها با همکاری نیروی ژاندارمری دهقانان را با خشونت و بی‌رحمی سرکوب کردند، که تعدادی از جمله: حیدر آغا و قلی عبّاس زاده از نظرآقا کشته و تعدادی همچون: حیدر فلک (صالحی)، رضا بحرینی منفرد، غلامحسین خلیلی، حاج باقر بحرینی مطلق، سید حسین حسینی وعبدالکریم بنی کمال و… زخمی شدند.
در جریان انقلاب اسلامی مردم نظرآقا در استان بوشهر پیشگام بودند.
در جنگ تحمیلی عراق علیه ایران هم مردم نظرآقا همگام با سایر نقاط ایران در جبهه‌های جنگ حضور فعالی داشتند که با تقدیم ۱۲ نفر وفاداری خود در دفاع از میهن را به اثبات رساندند.